# Konrad Ribbeck
Konrad Ribbeck (* 13. November 1861 in Berlin; † 8. Dezember 1929 in Essen) war ein deutscher Gymnasiallehrer, Stadtarchivar und Stadthistoriker.

## Leben und Wirken

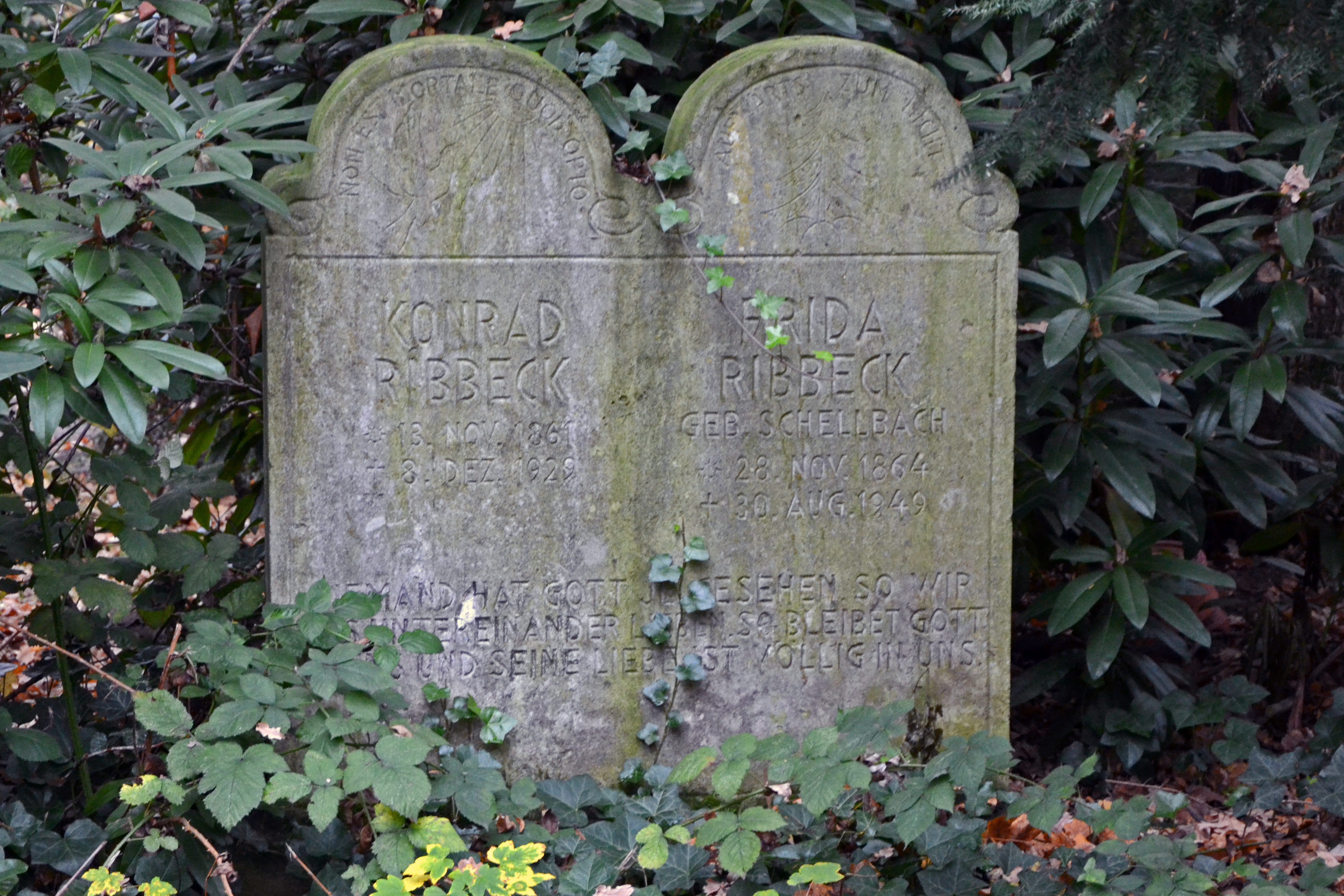
Grabmal auf dem Ostfriedhof Essen

Konrad Ribbeck war ein Sohn des klassischen Philologen Woldemar Ribbeck und seiner Ehefrau Anna geborene Gropius (1834–1906), Tochter eines Verlegers, Buch- und Kunsthändlers. Konrad Ribbeck selbst war mit Frida geborene Schellbach (1864–1949) verheiratet. Nach der Reifeprüfung 1878 am Luisenstädtischen Gymnasium in Berlin studierte er Germanistik und Geschichte an der Universität Berlin und der Universität Leipzig. Er promovierte dort 1883 bei Carl von Noorden über "Die sogenannte divisio des fränkischen Kirchengutes". Zunächst war er anschließend als Hilfslehrer in Neuwied tätig und zog 1887 nach Essen. Von 1888 bis 1927 arbeitete er als Gymnasiallehrer am Burggymnasium Essen.
Als Historiker betreute er seit 1893 im Ehrenamt das Stadtarchiv Essen. Von 1894 bis 1929 hatte er den Vorsitz des Historischen Vereins für Stadt und Stift Essen und war Herausgeber seiner Schriftenreihe. Den Historischen Verein brachte Ribbeck wissenschaftlich auf eine neue Ebene. Er bemühte sich Angehörige aller Kreise für den Verein zu gewinnen. So stieg die Mitgliederzahl von 90 im Jahr 1894 auf 700 im Jahr 1929. 1901 entstand durch sein Wirken ein Museumsverein, dessen erste geschichtliche Ausstellung in Zusammenarbeit mit Franz Arens im Vorgängergebäude des heutigen Gebäudes der Essener Credit-Anstalt stattfand. Hieraus entwickelte sich das heutige Ruhr Museum. Danach waren einige Ausstellungsstücke Teil des Museums am Burgplatz (Standort der heutigen Lichtburg). 1920 kam die Sammlung in das Haus des hier ausgezogenen Unternehmers Hans Goldschmidt in der Bismarckstraße 98. Konrad Ribbeck veröffentlichte zahlreiche Arbeiten zur Geschichte Essens.
Im Ersten Weltkrieg verlor Ribbeck zwei seiner Söhne. Er musste in dieser Zeit die direktorialen Geschäfte des Burggymnasiums führen, wobei die stadtgeschichtlichen Tätigkeiten in den Hintergrund traten. In der Nachkriegszeit gelang es ihm, den Historischen Verein in eine neue Epoche zu heben.
Am 11. Dezember 1929 fand in der Aula des Burggymnasiums eine Trauerfeier am aufgebahrten Sarg Ribbecks statt. Sie wurde vom evangelischen Pfarrer Hermann Bleek aus Rüttenscheid geleitet. Die nächsten Verwandten, das Lehrerkollegium, seine Schüler und die Spitzen der Behörden waren anwesend. Eine weitere Trauerfeier mit Mitgliedern des Historischen Vereins, Amtsträgern der Stadt Essen, Vertretern der Wissenschaft und Geistlichen beider Konfessionen fand am 26. Januar 1930 im Folkwangmuseum statt. Ribbeck wurde auf dem Friedhof am Kettwiger Tor in Essen beigesetzt. Als dieser 1955 aus städtebaulichen Gründen aufgegeben wurde, überführte man das Grabmal auf den Essener Ostfriedhof. In Essen wurde die Schützenstraße im Jahr 1930 in Ribbeckstraße umbenannt.

## Schriften (Auswahl)
- Die sogenannte divisio des fränkischen Kirchengutes in ihrem Verlaufe unter Karl Martell und seinen Söhnen. Schade, Berlin 1883 (= Dissertation Universität Leipzig) (Digitalisat).
- Geschichte des Essener Gymnasiums. Zwei Teile. Geck, Essen 1896/1898 (Digitalisat T. 1, Digitalisat T. 2).
- (Hrsg.): Ein Essener Necrologium aus dem 13. und 14. Jahrhundert. Baedeker, Essen 1900
- (Digitalisat).
- (mit Franz Arens): Die Siegel und das Wappen der Stadt Essen (= Beiträge zur Geschichte von Stadt und Stift Essen, Bd. 22). Baedeker, Essen 1902.
- Zur Kultur- und Wirtschafts-Geschichte des Stiftes Essen im Mittelalter. Fredebeul & Koenen, Essen-Ruhr 1911.
- Geschichte der Stadt Essen. Bd. 1. Baedeker, Essen 1915 (505 S.).
- Gilde, Lichtmeß und Fastnacht im Stifte Essen. In: Annalen des Historischen Vereins für den Niederrhein, Bd. 115 (1929), S. 98–110 (Digitalisat).